# San Bartolo (Hidalgo)
San Bartolo es una localidad de México perteneciente al municipio de Acatlán en el estado de Hidalgo.

## Geografía
Se encuentra entre la región de la Sierra Baja, la localidad se encuentra localizada en las coordenadas geográficas 20°15′15.185″N 98°27′32.926″O / 20.25421806, -98.45914611, con una altitud de 2144 m s. n. m. Se encuentra a una distancia aproximada de 15.37 kilómetros al norte de la cabecera municipal, Acatlán. Esta localidad pertenece a la Reserva de la biósfera de la Barranca de Metztitlán.
En cuanto a fisiografía se encuentra dentro de la provincia del Eje Neovolcánico dentro de la subprovincia de Llanuras y Sierras de Querétaro e Hidalgo; su terreno es de sierra y lomerio. En lo que respecta a la hidrología se encuentra posicionado en la región del Pánuco, en la cuenca del río Moctezuma, en la subcuenca del río Metztitlán. Con un clima  Semiseco templado.

## Demografía
En 2020 registro una población de 784 personas, lo que corresponde al 3.52 % de la población municipal. De los cuales 392 son hombres y 392 son mujeres. Tiene 196 viviendas particulares habitadas.
| Gráfica de evolución demográfica de San Bartolo entre 1900 y 2020                            |
|                                                                                              |
| Población de los censos y conteos del Instituto Nacional de Estadística y Geografía (INEGI). |